# New York, New York (film)
A New York, New York 1977-ben készült amerikai film Martin Scorsese rendezésében. Scorsese filmjei mindig egyfajta szerelmi vallomást is tükröznek a rendező és szülővárosa között, ez alól a New York, New York sem kivétel. Scorsese ebben az alkotásában New York aranykorát idézi, melynek az 1940-es és 1950-es éveket ábrázoló musicalfilmjével tiszteleg. Ez a vidáman felcsendülő világ nem kevés nosztalgiával is keveredik. Az alkotást Scorsese a film noir és a musical egyvelegének nevezte. A New York, New York 1977-ben jelent meg a mozikban.

## Tartalom
A film 1945 májusában New Yorkban kezdődik. A milliós város frenetikus hangulatban ünnepli Japán kapitulációját. Egy táncos mulatóhelyen a hadseregből épp elbocsátott tenorszaxofonos Jimmy Doyle, a fiatal Francine Evansnél próbálkozik. A lány a háború alatt a katonai csapatok szórakoztatásánál énekelgetett s most énekesnői karrierben reménykedik. Francine először ridegnek mutatkozik, Jimmy azonban nem hagyja annyiban, újra és újra bedobja magát. A sors úgy hozza, hogy végül mindketten Frankie Harte bandájába kerülnek. Jimmy és Francine egy pár lesznek, s egy éjszaka furcsa körülmények közt össze is házasodnak. Már az utód is úton van, mikor kiderül, hogy kettőjük karrierről alkotott elképzelése nem összeegyeztethető. Francine lemezfelvételeket készít, amit Jimmy nem szeret. Ő maga agresszív Bebop zenét játszik Harlemben a feketék közt. Hamarosan elválnak; először a színpadon majd a magánéletben is. Francine később ünnepelt hollywoodi sztár lesz; Jimmy pedig egy sikeres éjszakai lokál tulajdonos. Mikor végre újra találkoznak, egy randevút beszélnek meg, melyről mindketten tudják, nem jöhet létre…

## Kritika
Scorsese, aki egy évvel korábban egy sokkal nagyobb visszhangot kiváltó filmet forgatott (Taxisofőr), a New York, New Yorkban egy furcsa és sok szempontból titokzatos szerelmi történetet mesél el. A film keretét a Bebop és a Musical zenéje adja, a középpontban pedig Jimmy (Robert De Niro) és Francine (Liza Minnelli) állnak.

## Szereplők
- Liza Minnelli – Francine Evans
- Robert De Niro – Jimmy Doyle
- Lionel Stander – Tony Harwell
- Barry Primus – Paul Wilson
- Mary Kay Place – Bernice Bennett
- Georgie Auld – Frankie Harte
- George Memmoli – Nicky
- Dick Miller – Palm Club owner
- Murray Moston – Horace Morris
- Lenny Gaines – Artie Kirks
- Clarence Clemons – Cecil Powell
- Kathi McGinnis – Ellen Flannery
- Norman Palmer – Hotel Desk Clerk
- Adam David Winkler – Jimmy Doyle Jr
- Dimitri Logothetis – Hotel Desk Clerk